# عبد الرحمن البكر
عبد الرحمن البكر (1945- 18 فبراير 2003) لاعب وحكم كرة قدم كويتي سابق.

## مناصبه
يعتبر أقدم عضو مجلس اداراة الاتحاد في الكويت، حيث كان عضوا في مجلس الإدارة الذي شكل 1979 حتى وفاته في 18 فبراير 2003 وكان من العناصر الفاعله في اتحاد الكره وتولى رئاسة لجنة الحكام منذ اليوم الأول له وهو من أبرز المعاونين للشهيد فهد الأحمد ومن يعتد برأيهم في عهد الشيخ أحمد الفهد. وكان من مؤسسي نادي القادسية ومن أبرز أعضاء جمعيته العموميه، محاضر في مجال التحكيم منذ عام 1985، حضر عدة دورات في مجال المراقبة الفنية والتحكيميه، عضو اللجنة التنظيميه لكرة القدم بدول مجلس التعاون منذ تأسيسها وعضو لجنة المسابقات والتدريب.

## حياته
لديه ثلاث بنات وابن واحد وهو عبد السلام. وكان دائما يقول للصحافه اكتبوا بضمير ولاتخشوا أحد وكان يفتخر دائما ويقول ان لجنة الحكام مملكه قائمه بذاتها لا يتدخل بها أحد (دون عن لجان الاتحاد). وقد يكون من أكثر أعضاء الاتحاد متابعه لمباريات المراحل السنية وقد عرف البكر انه صريح الرأي في الاجتماعات، امتاز البكر بقوة شخصيته.وقيل عنه انه فقيد الرياضة الكويتية وقد سبب ملحمة رثاء، مما يستوقف المرء ان المتوفى عبد الرحمن البكر كان قد ابلغ اهله انه يستغرب توافد الزملاء والاصدقاء عليه في المنزل بهذا الكم رغم أنه لم يحدد موعد سفره للعلاج ولم يكن يعلم أنه سيسافر إلى دنيا الاخره بجوار ربه. يذكر ان قبل وفاته لم يشك من شيء ولذالك تأثر الشارع الرياضي والقائم عليه والاصدقاء المقربين له بصدمة الخبر وكان آخر من تحدث اليه هو الحكم عبداللطيف الدواس الذي لم يدرك انها الأخيرة مع عميد الحكام واستاذه واوضح الشيخ أحمد اليوسف انه زاره قبل وفاته بقليل في منزله في منطقة الروضة وجلس معه ساعتين وقال ان هذه الوفاة صدمه كبيرة خاصه وان أبوعبدالسلام أحد العمالقة الذين قدموا الكثير، ولقد حضر عزائه اشخاص كثيرون من دول الخليج والدول العربية.

## سيرته المهنية
كان لاعبا في نادي القادسية منذ عام 1965 إلى 1967، وقد حكم في كأس الخليج 1974، وأدار مباراة منتخب السعودية لكرة القدم ومنتخب الإمارات لكرة القدم في تاريخ 23 مارس 1974، وقد حكم في كأس الخليج 1976، وقد أدار مباراة منتخب البحرين لكرة القدم ومنتخب الإمارات لكرة القدم في تاريخ 27 مارس 1976، وقد أدار مباراة منتخب العراق لكرة القدم ومنتخب البحرين لكرة القدم في تاريخ 29 مارس 1976، وقد أدار مباراة منتخب قطر لكرة القدم ومنتخب الإمارات لكرة القدم في 1 أبريل 1976.

## وفاته
توفى في 18 فبراير عام 2003، بعد وفاته تم تسمية الملعب الرسمي لإتحاد الكويت لكرة القدم باسمه تخليدا لذكراه، وقد كرم بعد وفاته الشيخ سعد العبد الله السالم الصباح نجل المتوفى، وكذلك خصص الشيخ خالد اليوسف جائزة باسم البكر بكل موسم رياضي.